# Perigonica tertia
Perigonica tertia là một loài bướm đêm trong họ Noctuidae.